# Postępowanie dodatkowe
Postępowanie dodatkowe – postępowanie prowadzone w związku z postępowaniem zasadniczym. W polskim procesie karnym postępowania dodatkowe dzieli się na incydentalne, pomocnicze, następcze i uzupełniające.